# Bife 'Titanik'
Bife 'Titanik' è un film per la televisione del 1979 diretto da Emir Kusturica.